# 雷蒙德·史密斯·杜根
| 发现小行星数量: 16 | 发现小行星数量: 16 |
| ------------------ | ------------------ |
| 497 Iva            | 1902年11月4日      |
| 503 Evelyn         | 1903年1月19日      |
| 506 Marion         | 1903年2月17日      |
| 507 Laodica        | 1903年2月19日      |
| 508 Princetonia    | 1903年4月20日      |
| 510 Mabella        | 1903年5月20日      |
| 511 Davida         | 1903年5月30日      |
| 516 Amherstia      | 1903年9月20日      |
| 517 Edith          | 1903年9月88日      |
| 518 Halawe         | 1903年10月20日     |
| 519 Sylvania       | 1903年10月20日     |
| 521 Brixia         | 1904年1月10日      |
| 523 Ada            | 1904年1月27日      |
| 533 Sara           | 1904年4月19日      |
| 534 Nassovia       | 1904年4月19日      |
| 535 Montague       | 1904年5月7日       |

雷蒙德·史密斯·杜根（英語：Raymond Smith Dugan，1878年5月30日—1940年8月31日），是一名美国天文学家。
杜根于1899年在美国马萨诸塞州的私立学院安默斯特学院毕业，并于1902年在安默斯特学院获得硕士学位。1902年至1905年，他在德国海德堡大学的王座山天文台攻读博士学位，师从著名的天文摄影先驱马克斯·沃夫。在这期间，他一共发现了16颗小行星，其中最著名的是小行星511（511 Davida，目前已知在海王星轨道内第七大的小行星）。
1905年，杜根回到美国，前往普林斯顿大学任教，他先后担任过讲师（1905年–1908年）, 助教授（1908年–1920年）和教授（1920年–1940年）。1909年，他和Annette Rumford结婚。
1927年，杜根和亨利·诺利斯·罗素以及约翰·昆西·斯图亚特合作编写一本天文学教科书《天文学-青少年天文学手册修订版》（Astronomy: A Revision of Young’s Manual of Astronomy，由波士顿的Ginn & Co出版社在1926-1927年出版，1938年、1945年再版）。这本书分为两卷，第一卷是太阳系，第二卷是天体物理学和恒星天文学。它的影响非常大，在出版后近二十年内一直是美国标准的天文学教材。
为了表彰杜根在天文学领域的突出贡献，月球上有一座环形山以他的名字命名为杜根环形山。另外，小行星2772也以杜根命名。